# Mittarisaari
Mittarisaari är en ö i Finland. Den ligger i Kymmene älv och i kommunen Pyttis i  landskapet Kymmenedalen, i den södra delen av landet, 90 km öster om huvudstaden Helsingfors. Öns area är 3,7 hektar och dess största längd är 440 meter i sydväst-nordöstlig riktning.